# Динкэ, Александру
Александру Динкэ (рум. Alexandru Dincă; 18 декабря 1945, Бухарест — 30 апреля 2012, Бухарест) — румынский гандболист, вратарь. Бронзовый призёр летних Олимпийских игр 1972 года, двукратный чемпион мира 1970 и 1974 годов, бронзовый призёр чемпионата мира 1967 года.

## Биография
Родился 18 декабря 1945 года в румынском городе Бухарест.
С 1962 года играл в гандбол за юношескую команду бухарестской «Штийнты». Затем перешёл в бухарестский «Рапид», после чего в 1964 году перебрался в бухарестский «Стяуа», в составе которого десять раз становился чемпионом Румынии, а в 1968 году завоевал Кубок европейских чемпионов.
В 1967 году дебютировал в сборной Румынии и в том же году завоевал бронзовую медаль чемпионата мира в Швеции.
Впоследствии дважды становился чемпионом мира — в 1970 году во Франции и в 1974 году в ГДР.
В 1972 году вошёл в состав сборной Румынии по гандболу на летних Олимпийских играх в Мюнхене и завоевал бронзовую медаль. Играл на позиции вратаря, провёл 6 матчей.
В течение карьеры провёл за сборную Румынии 50 матчей.
Заслуженный мастер спорта Румынии (1970). Награждён орденом «Спортивные заслуги» III и II степеней.
Умер 30 апреля 2012 года.